# Sonic Mayhem
Sonic Mayhem est le nom d'une maison de production allemande de musiques de jeux vidéo composées, entre autres, par l'ingénieur du son Sascha "Buzzfunk" Dikiciyan.

## Discographie
- Mass Effect 3 (2012)
- Tron: Evolution (2011)
- MAG (2010)[1]
- Borderlands (2009)
- Prototype (2009)
- Haze (2008)
- Mortal Kombat vs. DC Universe (2008)
- Hellgate: London (2007)
- Dark Messiah of Might and Magic (2006)
- Spy Hunter: Nowhere to Run (2006)
- Battlezone PSP (2006)
- Tom Clancy's Splinter Cell: Double Agent (2006)
- Terminator 3 : Le Soulèvement des machines (2003)
- Music for Visual Media (2002)
- Sonic Mayhem Promo 2001 (2001)
- Quake III Arena Noize (2000)
- Demain ne meurt jamais Soundtrack (2000)
- Quake II: The Reckoning (1998)
- Quake II: Ground Zero (1998)
- Quake II Soundtrack (1997)
- Methods of Destruction Quake Add-on (1996)